# Mieczysław Niklewicz
Mieczysław Niklewicz (ur. 29 września 1880 w Piotrkowie Trybunalskim, zm. 5 stycznia 1948 w Drozdowie) – polski dziennikarz, wydawca, współwłaściciel domu edytorskiego Księgarnia Perzyński, Niklewicz i S-ka, członek Ligi Narodowej, działacz TON, Związku Młodzieży Polskiej "Zet", skarbnik CKO.

## Życiorys
Po uzyskaniu matury w gimnazjum piotrowskim studiował prawo w Cesarskim Uniwersytecie Warszawskim. Jako gimnazjalista działał w tajnych kołach samokształceniowych i wówczas wybrał orientację narodową i patriotyczną. W roku 1898/99 został przyjęty do Związku Młodzieży Polskiej "Zet". W roku 1898 poznał w Krakowie Romana Dmowskiego. W roku 1900 został przez Dmowskiego wprowadzony do Ligi Narodowej. Był jednym z najaktywniejszych działaczy Towarzystwa Oświaty Narodowej w Królestwie i jednym z głównych organizatorów strajku szkolnego w latach 1901-1902 w gimnazjach w Białej Podlaskiej i Zamościu. Za swoją działalność został aresztowany i przez rok więziony w X Pawilonie Cytadeli warszawskiej. Został też karnie relegowany z uniwersytetu z tzw. wilczym biletem. Zakaz ten cofnięto mu i w 1907r. wznowił studia.
Po uwolnieniu  z więzienia Mieczysław Niklewicz ponownie zaangażował się w życie polityczne. W roku 1905 został szefem Ligi Narodowej w guberni piotrowskiej; był również jednym z głównych organizatorów Stronnictwa Narodowo-Demokratycznego w Królestwie Polskim. W 1906r. wszedł w skład redakcji "Gazety Polskiej" będącej oficjalnym organem stronnictwa. Odtąd aż do roku 1939 był najwybitniejszym wydawcą dzienników i periodyków obozu narodowego oraz wydawcą książek narodowych autorów. W latach 1907–1910 wydawał "Gazetę Codzienną" i "Głos Warszawski", od roku 1910 "Gazetę Warszawską" (aż do jej zawieszenia w 1915r.), w latach 1912-1915 "Gazetę Poranną 2 Grosze". Wydawał również wiele pism popularnych, propagujących idee ruchu narodowego: "Ognisko", "Zorzę", "Polaka", oraz "Przegląd Narodowy". Był redaktorem i wydawcą "Gazety Warszawskiej" (1918-1935), "Myśli Narodowej", "Warszawskiego Dziennika Narodowego" (formalnie nie był jego redaktorem, ponieważ władze sanacyjne zakazały umieszczania jego nazwiska w stopce redakcyjnej), a także organizatorem i szefem wydawnictwa "Perzyński, Niklewicz i Spółka". Sam publikował rzadko, ale był nieocenionym organizatorem wydawnictw narodowych. Nie należał do ludzi zabiegających o obecność w pierwszym szeregu działaczy politycznych, ale jego rola na głębokim, organizacyjnym i finansowym zapleczu ruchu narodowego była ogromna.
Mieczysław Niklewicz zaręczył się z Marją 29 stycznia 1909r. Wówczas toczyła się sprawa sądowa, grożąca Niklewiczowi i Zygmuntowi Balickiemu więzieniem. Powodem tych represji był artykuł Zygmunta Balickiego zatytułowany "Program Szymona Konarskiego", zamieszczony w 10 numerze "Przeglądu Narodowego". Po osobistej interwencji podjętej przez hiszpańską królową, Marię Krystynę, u cara Mikołaja II, Mieczysław Niklewicz został ułaskawiony (12 V 1910; amnestia ta objęła również Balickiego, który był więziony od lutego do czerwca 1910 roku).
Mieczysław i Marja pobrali się 7 września 1909r. Z tego związku narodziło się sześcioro dzieci: Krystyna (1910), Roman (1914), Andrzej (1917), Maria (1918), Ryszard (1920) i Konrad (1922). Pierwszy z chłopców zmarł w dzieciństwie (1916), podczas pobytu Niklewiczów w Moskwie. Roman Dmowski był świadkiem na ich ślubie, a w roku 1911 został ojcem chrzestnym ich pierworodnej córki.
Mieszkanie Niklewiczów w Warszawie w latach 1912-1915 było jednym z ośrodków ruchu narodowego. W roku 1920, po powrocie Romana Dmowskiego z Paryża, dom Niklewiczów stał się jego domem rodzinnym. W lecie 1920 roku Roman Dmowski został ojcem chrzestnym syna Niklewiczów- Ryszarda. W 1937 roku Niklewiczowie zakupili resztówkę Drozdowa, tzw. dolny dwór, wraz z 19 ha parku, sadu i łąk.
W roku 1939 Sowieci wygnali Niklewiczów z Drozdowa, do którego powrócili w roku 1945. W Drozdowie Mieczysław Niklewicz spędził ostatnie lata życia. Zmarł 5 stycznia 1948 roku.